# Stupor Machine
Albums de Eiffel
Foule monstre
(2012)
Stupor Machine est le sixième album studio du groupe Eiffel, sorti le 26 avril 2019.

## Genèse
Stupor Machine paraît sept ans après son prédécesseur, Foule monstre, le temps pour les membres d'Eiffel de travailler sur des projets personnels. 
Le titre envisagé au départ était Vertigo, mais le groupe Minuit l'avait également choisi pour son premier album en 2018. Le choix s'est alors porté sur Stupor Machine qui vient d'une des premières chansons d'Eiffel, jouée sur scène et paru dans leur premier album cassette Eiffel en 1998. Le groupe voulait un titre qui évoque une angoisse, un vertige ou une spirale infernale, en accord avec le pessimisme et le désespoir exprimés dans les textes où une narration d'anticipation est plusieurs fois utilisée avec, en contrepoint à cette noirceur, l'amour, la sensualité et les beautés subsistant en ce monde,.

## Réception
L'album est bien reçu par les critiques. Bastien Brun, de RFI, y voit un disque qui  « convoque la science-fiction et évoque les dystopies de George Orwell, Barjavel ou du cinéma américain. ». Le Monde parle d'un album assuré et dense, entre sonorité rock et ballades touchantes.

## Liste des titres
Toutes les chansons sont écrites et composées par Romain Humeau.
| No  | Titre                 | Durée |
| --- | --------------------- | ----- |
| 1.  | Big Data              | 3:20  |
| 2.  | Cascade               | 3:40  |
| 3.  | Manchurian Candidate  | 2:09  |
| 4.  | Chasse spleen         | 4:17  |
| 5.  | Miragine              | 3:45  |
| 6.  | N'aie rien à craindre | 4:10  |
| 7.  | Pécheur, pécheur      | 1:38  |
| 8.  | Hôtel borgne          | 4:36  |
| 9.  | Oui                   | 4:39  |
| 10. | Chocho                | 4:02  |
| 11. | Gravelines            | 4:04  |
| 12. | Escampette            | 3:16  |
| 13. | Terminus              | 5:16  |

## Musiciens
- Estelle Humeau : basse, contrebasse, chœurs
- Nicolas Courret : batterie, percussions, chœurs
- Nicolas Bonnière : guitares électriques et acoustiques, Dobro, chœurs
- Romain Humeau : chant, guitares électriques et acoustiques, piano, toy piano, synthétiseurs, programmations, chœurs

## Single
- Cascade (2019)

## Classements hebdomadaires
| Classement (2019)            | Meilleure position |
| ---------------------------- | ------------------ |
| Belgique (Wallonie Ultratop) | 25                 |
| France (SNEP)                | 43                 |